# Helena Angelina
Helena Angelina Duka (grčki Ελένη Άγγελίνα Δούκαινα; talijanski Elena Ducas) (o. 1242. – 1271.) bila je grčka plemkinja i kraljica Sicilije.
Njeni su roditelji bili despot Epira Mihael II. Komnen Duka (Anđeo) – sin Mihaela I. Komnena Duke – i njegova supruga, Teodora Petraliphaina.
Helena je rođena oko 1242. Udala se za kralja Manfreda Sicilskog 2. lipnja 1259. Bila mu je druga supruga.
Manfred je ubijen u bitci 1266. Karlo I. Napuljski je zarobio Helenu te je ona umrla u zatočeništvu 1271.

## Djeca
Djeca Helene i njezina muža:
- Beatrica (o. 1258. – ?) – supruga Manfreda IV. od Saluzza
- Fridrik
- Henrik (1262. – 1318.)
- Enzio (o. 1261. – o. 1301.)
- Flordelis (o. 1266. – ?)